# William Bagot (4e baron Bagot)
Pour les articles homonymes, voir William Bagot et Bagot.
William Bagot, 4e baron Bagot (19 janvier 1857 - 23 décembre 1932), est un pair britannique, homme politique conservateur et collectionneur d'art.

## Jeunesse
Bagot est le fils aîné de deux fils et cinq filles de William Bagot (3e baron Bagot), et de sa femme, Lucie Caroline Elizabeth Agar-Ellis. Sa mère est une fille de George Agar-Ellis (1er baron Dover) et sa sœur, Louisa Bagot, épouse Hamar Alfred Bass de la famille Bass Brewery en 1879. Ses grands-parents paternels sont William Bagot (2e baron Bagot) et sa seconde épouse Louisa Legge (fille de George Legge (3e comte de Dartmouth)).
Bagot fait ses études au Collège d'Eton .

## Carrière
Il est lieutenant-colonel dans le Staffordshire Yeomanry et capitaine dans le 3rd Staffordshire Rifle Volunteers et sert comme aide de camp du gouverneur général du Canada de 1876 à 1883. Bagot occupe également le poste de Gentleman Usher of the Privy Chamber de 1885 à 1887 et est juge de paix pour le Derbyshire et le Staffordshire. Entre 1896 et 1901, il est Lord-in-waiting (whip du gouvernement à la Chambre des lords) dans l'administration conservatrice de Lord Salisbury. Il occupe également une commission avec le Staffordshire Imperial Yeomanry pendant la seconde guerre des Boers, dont il démissionne en novembre 1901.

## Vie privée

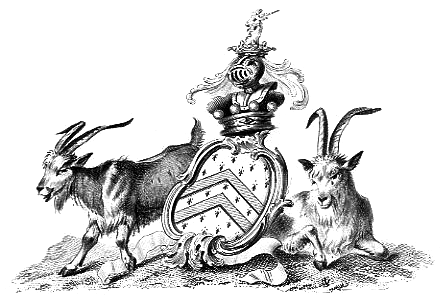
Armoiries Bagot

Le 25 juillet 1903, Lord Bagot épouse l'Américaine Lilian Marie May (1863–1958) à l'Oratoire de Brompton. Elle est la plus jeune fille de Henry May, un représentant américain du Maryland,,. Le couple se sépare peu de temps après le baptême de leur unique enfant, une fille, :
- Barbara Bagot (née en 1905), mariée à Oscar Crosby Sewall, fils d'Oscar Trufant Sewall, de Bath, Maine en juin 1934; ils divorcent en 1945 et il se remarie en 1950 avec Patricia Leighton Wilkins[8].

Lord Bagot est un collectionneur d'art et possède des peintures de Joshua Reynolds, Peter Lely, Paul Véronèse, Albrecht Dürer, Antoine van Dyck, Bartolomé Esteban Murillo, Le Nain, Frans Hals, Jan van Eyck, et de précieuses reliques du règne du roi Charles Ier. Il est également un tireur, un chasseur et un pêcheur passionné sur ses domaines de plus de 30 000 acres.
Lord Bagot est décédé à Blithfield Hall, Rugeley, le 23 décembre 1932, à l'âge de 75 ans, et son cousin Gerald William Bagot, 5e baron Bagot lui succède. Lady Bagot est décédée le 21 février 1958.